# Gastrochilus distichus
Gastrochilus distichus là một loài lan.

## Hình ảnh

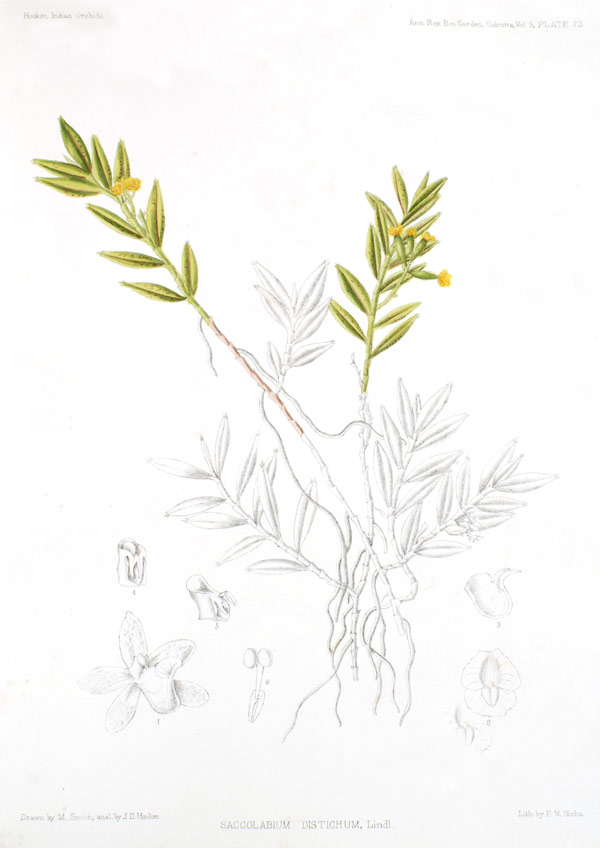